# Fu Sheng
Fu Sheng (苻生) (335–357), originalment anomenat Pu Sheng (蒲生), nom de cortesia Changsheng (長生), formalment Príncep Li de Yue (越厲王), va ser un emperador de l'estat xinès/di de Qin anteriors. Va ser el fill de l'emperador fundador Fu Jiàn, i va ser un governant cruel, arbitrari, i cruel, i després de governar només durant dos anys va ser enderrocat pel seu cosí Fu Jiān (amb un to diferent en el nom al del seu pare) amb un colp d'estat i un ajusticiament i, per tant, no va ser reconegut pòstumament com a emperador durant el temps restant del govern de Qin anteriors.